# 上野ゆかり
上野 ゆかり（うえの ゆかり）は、北海道出身の日本の小説家、ライトノベル作家。

## 人物・作風
- ファンタジー小説や児童向け作品を手がける[2]。
- 覆面作家であり、性別、年齢等は現在未公開である。
- 北海学園大学人文学部の卒業生[3]。

## 著作
- 『二条陰陽寮の少年たち はみだし響と呪われた狗神』 (イラスト:おとないちあき)/富士見L文庫 (2020年3月15日発売)(ISBN 978-4-04-073578-8)